# Villafranca del Campo (kommunhuvudort)
Villafranca del Campo är en kommunhuvudort i Spanien.   Den ligger i provinsen Provincia de Teruel och regionen Aragonien, i den östra delen av landet, 200 km öster om huvudstaden Madrid. Villafranca del Campo ligger 960 meter över havet och antalet invånare är 365.
Terrängen runt Villafranca del Campo är kuperad söderut, men norrut är den platt. Runt Villafranca del Campo är det mycket glesbefolkat, med 3 invånare per kvadratkilometer. Närmaste större samhälle är Monreal del Campo, 10,3 km norr om Villafranca del Campo. Trakten runt Villafranca del Campo består till största delen av jordbruksmark.